# Leucania rubrisecta
Leucania rubrisecta är en fjärilsart som beskrevs av George Francis Hampson 1905. Leucania rubrisecta ingår i släktet Leucania och familjen nattflyn. Inga underarter finns listade i Catalogue of Life.